# Bulerías
La Bulerías è un palo flamenco, cioè uno dei generi da cui è formato il Flamenco. Il cante por buleria è di solito formato da tre o quattro versi di otto sillabe. 
Si dice che sia il risultato di un errore di interpretazione da parte dei gitani di Jerez de la Frontera che applicarono il compas dell'alegria al tango, anche se più verosimilmente si tratta di una velocizzazione della soleà, di cui condivide il medesimo compas.
La sua nascita è datata intorno al XIX secolo.
La bulería è una delle forme più complesse e più difficili da eseguire. Quanto al compas (tempo) si sviluppa in cicli di 12 tempi con accenti sul 3, 6, 8, 10 e 12 - esimo tempo, sebbene si inizi a contare da 12 piuttosto che da 1 come nella musica europea. La progressione armonica tipica è quella andalusa in Re minore/Do/Si bemolle/La.
Si distinguono 2 variazioni principali: buleria per il ballo e buleria al golpe, creata più per l'ascolto. Si ha poi una gran varietà di stili, come quello di Cadice in tonalità maggiore, quello di Jerez ecc.

## Interpreti rilevanti
Cantanti:
- Camarón de la Isla
- Fernando de la Morena
- José Mercé
- La Paquera de Jerez
- Manuel Molina
- Terremoto de Jerez
- Antonia La Negra

Chitarristi:
- Sabicas
- Juan Santiago Maya
- Paco de Lucía
- Vicente Amigo
- Moraíto Chico
- Manuel Morao
- Niño Miguel
- Tomatito
- Paco Cepero
- Diego del Morao
- Berk Gürman